# Paratraginops plaumanni
Paratraginops plaumanni är en tvåvingeart som beskrevs av Shewell 1960. Paratraginops plaumanni ingår i släktet Paratraginops och familjen tickflugor. Inga underarter finns listade i Catalogue of Life.